# Michele Natale (calciatore)
Michele Natale (Lecce, 28 novembre 1919 – ...) è stato un calciatore italiano, di ruolo centrocampista.

## Carriera
Nel 1939 debutta in Serie C con il Lecce, giocando con i salentini fino alla seconda guerra mondiale; nel dopoguerra sempre con il Lecce vince il campionato di Serie C 1945-1946 e debutta in Serie B nella stagione 1946-1947, disputando tre campionati cadetti per un totale di 84 presenze e 5 gol.
Nel 1949 passa al Cosenza e l'anno successivo al Brindisi in Serie C.

## Palmarès

### Club

#### Competizioni nazionali
- Serie C: 2

Lecce: 1942-1943, 1945-1946